# Ramón Cabrera Argüelles

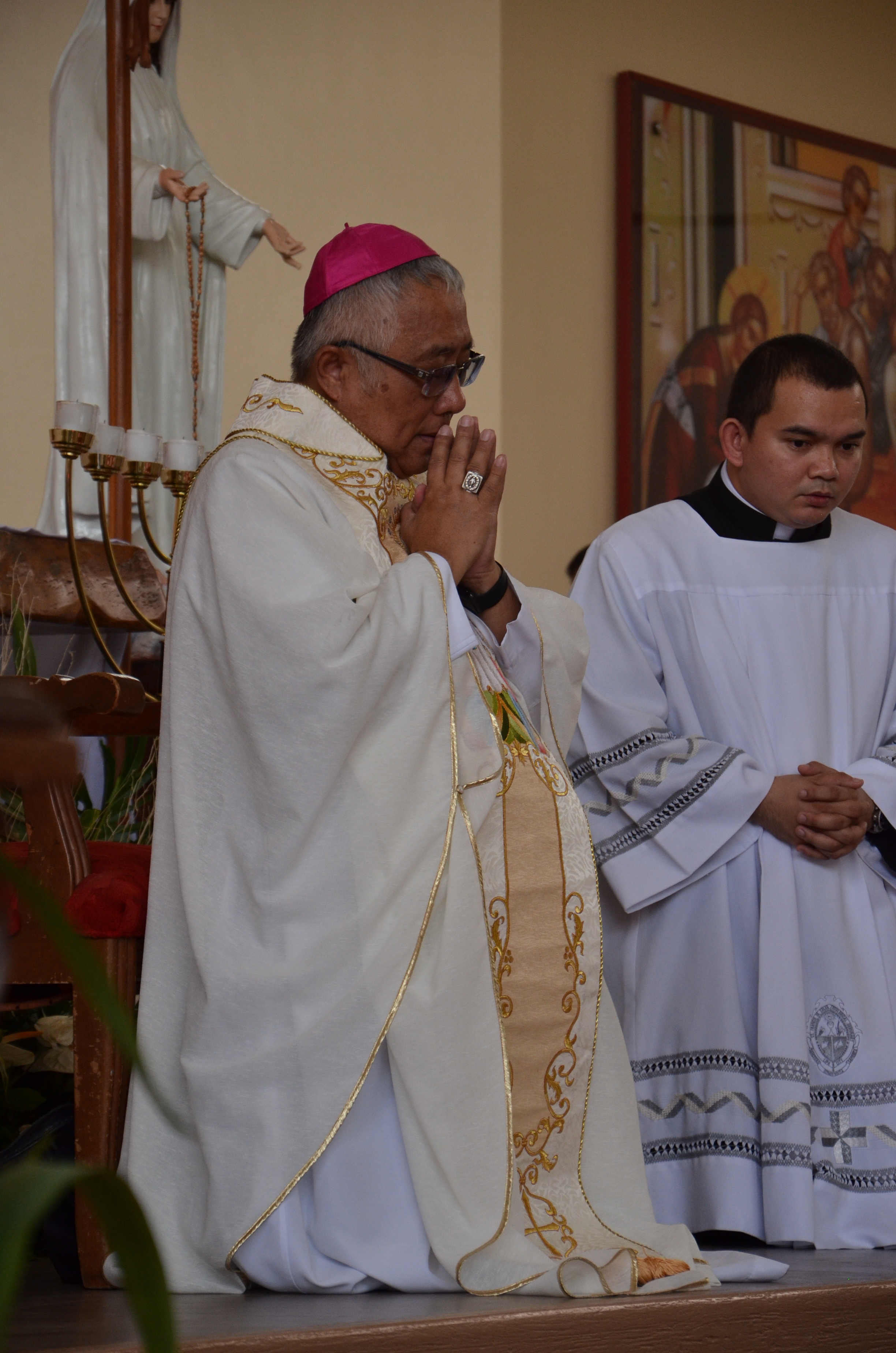
Ramón Cabrera Argüelles, 2016

Ramón Cabrera Argüelles (* 12. November 1944 in Batangas City) ist ein philippinischer Geistlicher und emeritierter römisch-katholischer Erzbischof von Lipa.

## Leben
Ramón Cabrera Argüelles empfing am 21. Dezember 1969 die Priesterweihe.
Papst Johannes Paul II. ernannte ihn am 26. November 1993 zum Titularbischof von Ros Cré und Weihbischof in Manila. Die Bischofsweihe spendete ihm der Papst während seines Besuchs auf den Philippinen am 17. Januar 1994 persönlich; Mitkonsekratoren waren Kurienerzbischöfe Giovanni Battista Re, Substitut des Staatssekretariates, und Josip Uhač, Sekretär der Kongregation für die Evangelisierung der Völker.
Am 25. August 1995 wurde er zum Militärbischof der Philippinen ernannt. Am 14. Mai 2004 wurde er zum Erzbischof von Lipa ernannt und am 16. Juli desselben Jahres in das Amt eingeführt.
Nachdem der spätere philippinische Präsident Rodrigo Duterte während des Präsidentschaftswahlkampfes angekündigt hatte, er plane nach seiner Wahl die Wiedereinführung der Todesstrafe auf den Philippinen und gedenke, sie rigoros anzuwenden, sorgte im Mai 2016 die Aussage Ramón Cabrera Argüelles’ für Aufsehen, er wolle sich gegebenenfalls anstelle der zum Tode verurteilten Kriminellen freiwillig hinrichten lassen.
Cabrera Argüelles gilt innerkirchlich als Traditionalist. Durch die kirchenrechtlich illegale Übernahme in ein 2013 in seiner Diözese neu gegründetes geistliches Institut bischöflichen Rechts hatte er aus italienischen Klöstern der Franziskaner der Immakulata geflüchteten Anhängern des italienischen Ordensgründers Stefano Manelli, der wegen Missbräuchen und Skandalen vom Vatikan abgesetzt und mit einem Kontaktverbot belegt wurde, Unterschlupf gewährt. Im April 2016 hatte der Papst die Errichtung derartiger Institute ohne vatikanische Erlaubnis widerrufen. Wenige Monate vor seiner Absetzung hatte Argüelles beantragt, Mitgliedern der aufgehobenen Gemeinschaft, darunter auch einigen von ihrem Herkunftsinstitut nicht rechtsgültig entlassenen Ordensmännern aus dem von Manelli gegründeten Franziskanerorden, die Priesterweihe erteilen zu dürfen. Der Antrag führte zu einer Intervention des Kardinalstaatssekretärs Pietro Parolin, die mit dem vorzeitigen Amtsverzicht des Erzbischofs endete.
Papst Franziskus nahm am 2. Februar 2017 seinen vorzeitigen Rücktritt an. Zu seinem Nachfolger wurde der bisherige Bischof von Daet, Gilbert A. Garcera, ernannt.